# Čađavica Srednja (gmina Novi Grad)
Čađavica Srednja (cyr. Чађавица Средња) – wieś w Bośni i Hercegowinie, w Republice Serbskiej, w gminie Novi Grad. W 2013 roku liczyła 192 mieszkańców.